# Martin Hasitschka
Martin Hasitschka SJ (* 1943 in Schladming) ist österreichischer römisch-katholischer Priester, Theologe und Neutestamentler. 

## Leben
Nach der Dissertation 1975 in Innsbruck bei Nikolaus Kehl Traditionsgeschichtliche Einordnung der synoptischen Berichte von der Versuchung Jesu und der Habilitation 1986 in Innsbruck Befreiung von Sünde nach dem Johannesevangelium. Eine bibeltheologische Untersuchung lehrte er als Gastprofessor in Linz und Professor an der Universität Innsbruck. Am 1. Oktober 2011 wurde er emeritiert.
Seine Forschungs- und Interessenschwerpunkte sind Johannesevangelium, Offenbarung des Johannes und neutestamentliche Christologie bzw. Bibeltheologie.